# Waltenberger-Haus
Het Waltenberger-Haus is een alpenhut in de Duitse deelstaat Beieren. De hut behoort toe aan de sectie Allgäu-Immenstadt van de Deutsche Alpenverein.

## Ligging
De hut ligt in de Allgäuer Alpen in de nabijheid van Oberstdorf. De hut ligt onder de top van de Mädelegabel aan de Heilbronner Weg. Vanuit het Waltenberger-Haus kan men naar de Rappenseehütte (2091 meter, circa vijf uur) en de Kemptner Hütte (1846 meter, circa vier uur) wandelen. De hut is ook in ongeveer vier uur bereikbaar vanuit de buurtschap Einödsbach (gemeente Oberstdorf), gelegen in het dal.

## Hutvoorzieningen
De hut wordt voorzien van elektriciteit door zonnepanelen en door een kleine windmolen. De hut is opgebouwd uit ruwe stenen en is binnenin bijna volledig bekleed met hout. In de beddenbakken is er plaats voor 65 personen. In een aparte kamer is er plaats voor zes personen. Als je er in de winter aankomt kan je er overnachten in de winterkamer waar er plaats is voor acht personen.

## Geschiedenis
In de zomer van 1875 werd de eerste steen van de hut gelegd. Slechts zes weken later was de bouw definitief klaar. Op 5 september 1875 vond de opening plaats. De hut werd vernoemd naar Anton Waltenberger, die in het uitvoerende comité zat. Vanwege de slechte bouwplaats van de hut moest reeds negen jaar later een nieuwe hut worden gebouwd. Sinds 1978 is Gerhard "Mandi" Böllmann de waard van de berghut. Het Waltenberger-Haus is een van de weinige berghutten, die nog geen materiaallift heeft en derhalve met de helikopter moet worden bevoorraad.